# ANSYS (софтуер)
Съкращението ANSYS идва от „ANalysis SYStem“и представлява софтуерен пакет за анализ по метода на крайните елементи, разработен от д-р Джон Суонсън. Фирмата „SASI“ (Swanson Analysis Systems Inc.), създадената от него през 1970 година, е разработчик на версиите на ANSYS от първата до версията 5.1. След продажбата на фирмата през 1994 тя се преименува на „Ansys Inc“. ANSYS проектира, разработва, продава и поддържа инженерен софтуер за симулиране поведението на продукти при тяхното производство и експлоатация.
Програмата ANSYS се използва за решаване на линейни и нелинейни уравнения от механика на твърдото тяло, механика на флуидите, акустиката, термодинамиката, задачи свързани с електромагнитните и пиезоелектричните свойства на веществата, както и на задачи от комплексен характер („мултифизика“). Софтуерът за инженерни симулации ANSYS е разработен така, че да осигури възможност на потребителите да анализират поведението на изследваните обекти, когато те са подложени на различни физични фактори едновременно. По-долу е представен списък с част от възможностите на ANSYS.
- ANSYS AL*ENVIRONMENT е средство за пре- и пост-обработка с възможност за връзка с водещи в индустрията продукти за решаване на системи от уравнения от инженерен характер, комбинираща технологията ICEM CFD с опита на ANSYS.

- ANSYS DesignModeler е приложение от ANSYS Workbench за построяване на детайлна геометрия, променяне на CAD геометрия и създаване на концептуален модел.

- ANSYS Multiphysics е софтуер за симулиране на взаимносвързани структурни, топлинни, акустични, електромагнитни и флуидни взаимодействия.

- ANSYS Meshing e средство за автоматично и полуавтоматично генериране на висококачествена мрежа за различни приложения.

- ANSYS Professional е софтуер за структурен и топлинен анализ.

- ANSYS Workbench е средство за симулиране, което позволява да извършвате по-бързо и повече задачи по разработка на продукта.

- ANSYS BladeModeler е софтуер за бърз тримерен дизайн. Чрез интуитивна графична среда се проектират различни компоненти на устройства като помпи, вентилатори, турбини и други.

- ANSYS CFX е софтуер за изчисляване динамиката на флуиди.

## Вж. също
Метод на крайните елементи

Пиезоелектричен ефект